# Anna Hellman
Anna Carola Hellman (* 29. November 1978 in Hudiksvall) ist eine ehemalige schwedische Snowboarderin. Sie startete in den Disziplinen Halfpipe und Snowboardcross und nahm an zwei Olympischen Winterspielen sowie drei Snowboard-Weltmeisterschaften teil.

## Werdegang
Hellman, die für den Malungs SLK startete, nahm im Februar 1997 in Mont Sainte-Anne erstmals am Snowboard-Weltcup der FIS teil, wobei sie den sechsten Platz in der Halfpipe errang. Bei den nachfolgenden Juniorenweltmeisterschaften 1997 in Corno alle Scale gewann sie die Goldmedaille in der Halfpipe. Im selben Jahr wurde sie schwedische Meisterin in der Halfpipe. In der Saison 1997/98 errang sie in Morzine den dritten Platz und holte in der Halfpipe in Innichen ihren ersten Weltcupsieg. Bei ihrer ersten Olympiateilnahme im Februar 1998 in Nagano kam sie auf den 23. Platz in der Halfpipe. Die Saison beendete sie auf dem 16. Platz im Gesamtweltcup, auf dem 11. Rang im Snowboardcross-Weltcup und auf dem vierten Platz im Halfpipe-Weltcup. In der Saison 1998/99 erreichte sie bei 11 Weltcupteilnahmen neun Top-Zehn-Platzierungen, darunter Platz drei in Asahikawa sowie Rang zwei in Tandådalen und zum Saisonende den fünften Platz im Halfpipe-Weltcup. Beim Saisonhöhepunkt, den Snowboard-Weltmeisterschaften 1999 in Berchtesgaden, gewann sie die Bronzemedaille in der Halfpipe. Nach Platz drei in Tignes zu Beginn der Saison 1999/2000, siegte sie in Mont Sainte-Anne sowie in Grächen und errang in Berchtesgaden den dritten Platz. Es folgte Platz zwei in Tandådalen und dritte Plätze in Sapporo, Shigakogen und Livigno. Sie belegte damit den 18. Platz im Gesamtweltcup und den dritten Rang im Halfpipe-Weltcup. In der Saison 2000/01 wurde sie Siebte im Halfpipe-Weltcup. Dabei kam sie fünfmal unter die ersten Zehn und errang in Ruka den dritten Platz. Bei den Snowboard-Weltmeisterschaften 2001 in Madonna di Campiglio fuhr sie auf den 12. Platz in der Halfpipe. Im folgenden Jahr belegte sie bei den Olympischen Winterspielen in Salt Lake City erneut den 23. Platz in der Halfpipe. In der Saison 2002/03 kam sie auf den zehnten Platz im Halfpipe-Weltcup und bei den Snowboard-Weltmeisterschaften 2003 am Kreischberg auf den 22. Rang in der Halfpipe. Ihren 62. und damit letzten Weltcup absolvierte sie im März 2005 in Tandådalen, welchen sie auf dem 15. Platz in der Halfpipe beendete.

## Teilnahmen an Weltmeisterschaften und Olympischen Winterspielen

### Olympische Winterspiele
- 1998 Nagano: 23. Platz Halfpipe
- 2002 Salt Lake City: 23. Platz Halfpipe

### Snowboard-Weltmeisterschaften
- 1999 Berchtesgaden: 3. Platz Halfpipe
- 2001 Madonna di Campiglio: 12. Platz Halfpipe
- 2003 Kreischberg: 22. Platz Halfpipe

## Weltcupsiege und Weltcup-Gesamtplatzierungen

### Weltcupsiege
| Nr. | Datum             | Ort              | Disziplin |
| --- | ----------------- | ---------------- | --------- |
| 1.  | 16. Januar 1998   | Innichen         | Halfpipe  |
| 2.  | 19. Dezember 1999 | Mont Sainte-Anne | Halfpipe  |
| 3.  | 22. Januar 2000   | Grächen          | Halfpipe  |

### Weltcup-Gesamtplatzierungen
| Saison    | Gesamt | Gesamt | Halfpipe | Halfpipe | Snowboardcross | Snowboardcross |
| Saison    | Punkte | Platz  | Punkte   | Platz    | Punkte         | Platz          |
| --------- | ------ | ------ | -------- | -------- | -------------- | -------------- |
| 1996/97   | 203    | 44.    | 1220     | 16.      | –              | –              |
| 1997/98   | 549    | 16.    | 3110     | 4.       | 480            | 11.            |
| 1998/99   | 535    | 21.    | 3800     | 5.       | 180            | 30.            |
| 1999/2000 | 589    | 18.    | 6470     | 3.       | –              | –              |
| 2000/01   | 282    | 34.    | 2460     | 7.       | 70             | 55.            |
| 2001/02   | –      | –      | 444      | 41.      | –              | –              |
| 2002/03   | –      | –      | 2210     | 10.      | –              | –              |
| 2003/04   | –      | –      | 160      | 53.      | –              | –              |
| 2004/05   | –      | –      | 160      | 43.      | –              | –              |